# Ceresium vestigiale
Ceresium vestigiale là một loài bọ cánh cứng trong họ Cerambycidae.